# Cathy Turner
Cathy Ann Turner (ur. 10 kwietnia 1962 w Rochester) – amerykańska łyżwiarka szybka, specjalizująca się w short tracku. Wielokrotna medalistka olimpijska.
Pod koniec lat 70, odnosiła sukcesy na szczeblu krajowym, jednak w następnej dekadzie próbowała robić karierę jako piosenkarka – występowała pod pseudonimem Nikki Newland. Do sportu wróciła pod koniec lat 80. Startowała na trzech igrzyskach (IO 92, IO 94, IO 98), na dwóch pierwszych zdobywając medale (łącznie cztery). Dwukrotnie zwyciężała ma dystansie 500 metrów, również dwukrotnie zostawała medalistką w sztafecie.